# 3.ª Divisão de Infantaria (Alemanha)
A 3ª Divisão de Infantaria (em alemão: 3. Infanterie Division) foi uma divisão alemã que atuou durante a Segunda Guerra Mundial. Foi redesignada como uma unidade motorizada no dia 27 de outubro de 1940. A divisão foi destruída em Stalingrado e utilizada para formar a 3. Panzergrenadier-Division. A divisão foi destruída no Bolsão de Ruhr no mês de maio de 1945.

## Comandantes
| Comandante                                    | Data                                          |
| 3ª Divisão de Infantaria                      | 3ª Divisão de Infantaria                      |
| --------------------------------------------- | --------------------------------------------- |
| Generalmajor Curt Haase                       | 15 de outubro de 1935 - 1 de março de 1936    |
| Generalleutnant Walter Petzel                 | 1 de março de 1936 - 1 de novembro de 1938    |
| Generalleutnant Walther Lichel                | 1 de novembro de 1938 - 1 de outubro de 1940  |
| Generalleutnant Paul Bader                    | 1 de outubro de 1940 - 27 de outubro de 1940  |
| 3ª Divisão de Infantaria Motorizada           |                                               |
| General der Infanterie Walter Lichel          | 27 de outubro de 1940 - 1 de outubro de 1940  |
| General der Artillerie Paul Bader             | 1 de outubro de 1940 - 25 de maio de 1941     |
| General der Artillerie Curt Jahn              | 25 de maio de 1941 - 1 de abril de 1942       |
| Generalleutnant Helmuth Schlömer              | 1 de abril de 1942 - 15 de janeiro de 1943    |
| Oberst i. G. Jobst Freiherr von Hanstein      | 15 de janeiro de 1943 - 28 de janeiro de 1943 |
| 3. Panzergrenadier-Division                   |                                               |
| General der Panzertruppen Fritz-Hubert Gräser | 1 de março de 1943 - ? de março de 1944       |
| Generalmajor Hans Hecker                      | ? de março de 1944 - 1 de junho de 1944       |
| Generalleutnant Hans-Günther von Rost         | 1 de junho de 1944 - 25 de junho de 1944      |
| Generalleutnant Walter Denkert                | 25 de junho de 1944 - ? de abril de 1945      |

## Oficiais de Operações (Ia)
| Major Wolfgang Hassenstein                     | 26 de agosto de 1939 - 10 de janeiro de 1940   |
| Major Walter Nagel                             | 10 de janeiro de 1940 - 27 de outubro de 1940  |
| 3ª Divisão de Infantaria motorizada            |                                                |
| Major Walter Nagel                             | 27 de outubro de 1940 - 20 de janeiro de 1941  |
| Oberstleutnant Hans-Jürgen Dingler             | 20 de janeiro de 1941 - 22 de dezembro de 1942 |
| Major Hans-Helmut von Kirchbach auf Lauterbach | 22 de dezembro de 1942 - 27 de janeiro de 1943 |

## Área de Operações
| Polônia                             | setembro de 1939 - outubro de 1939  |
| Alemanha                            | outubro de 1939 - maio de 1940      |
| França                              | maio de 1940 - outubro de 1940      |
| 3ª Divisão de Infantaria motorizada |                                     |
| Alemanha                            | outubro de 1940 - junho de 1941     |
| Frente Ocidental, setor norte       | junho de 1941 - dezembro de 1941    |
| Frente Oriental, setor central      | dezembro de 1941 - julho de 1942    |
| Frente Oriental, setor sul          | julho de 1941 - outubro de 1942     |
| Stalingrado                         | outubro de 1942 - janeiro de 1943   |
| 3. Panzergrenadier-Division         |                                     |
| França                              | de março de 1943 - junho de 1943    |
| Itália                              | junho de 1943 - agosto de 1944      |
| França                              | agosto de 1944 - novembro de 1944   |
| Oeste da Alemanha                   | novembro de 1944 - dezembro de 1944 |
| Ardenas, Alemanha & Bolsão de Ruhr  | dezembro de 1944 - abril de 1945    |

## História
A 3ª Divisão de Infantaria foi formada no mês de outubro de 1934 em Frankfurt an der Oder. Era originalmente conhecido como Wehrgauleitung Frankfurt. Pouco tempo depois de a unidade ser criada, foi dado o nome de Kommandant von Frankfurt. As unidades orgânicas regimentais desta divisão foram formados pela expansão do 8. (Preußisches) Infanterie-Regiment e 9. (Preußisches) Infanterie-Regiment da 3ª Divisão da Reichswehr.
Com o anúncio formal da criação da Wehrmacht em 15 de outubro de 1935, o nome Kommandant von Frankfurt foi abandonado e esta unidade se tornou oficialmente conhecida como a 3 Divisão de Infantaria.
A 3ª Divisão de Infantaria foi mobilizado em 1 de agosto de 1939 para as operações na Polônia. Quando o ataque à Polônia foi lançado em 1 de setembro de 1939, a 3ª Divisão de Infantaria fez parte do II Corpo de Exército sob o 4.Armee. O 4º Exército iniciou o ataque pela região da Pomerânia.
A região de seu ataque era conhecida como a Floresta Tuchola, uma área que era apenas levemente defendida pela 9a Divisão de Infantaria polaca e a Brigada de Cavalaria Pomorska. Ela atravessou as linhas de defesas polacas em Seenkette entre Nandsburg e Mrotschen, e lutou em toda a Brda (Braha) oeste do Rio Crone, onde ela prosseguiu através do Tucheler Heide para o Vístula (Weichsel em alemão), na região de Rio Topolno-Grabowko. A 3ª Divisão de Infantaria em seguida tomou parte nos combates ao longo do rio Weichsel na direção de Modlin. Em seguida tomou parte em operações de segurança contra a Bzura Pocket entre Woclawek e Wyscogrod, antes dos combates perto de Plock e de avançar em direção a Gostynin, terminando sua campanha próximo Lowicz na Polônia. Em seguida foram transferidos para a região de Eifel Alemanha, ao longo da fronteira germano-luxemburguesa.
Quando o ataque contra a França e os Países Baixos foi lançado em maio de 1940 a 3ª Divisão de Infantaria estava sob o comando do III.Armee-Korps, 12.Armee, Heeresgruppe A. Ele avançou entre Luxemburgo e Bélgica para o rio Maas em Nouzonville onde combateu transversalmente. Em seguida, ele segurou o espaço entre Ewergnicourt e Balham antes de avançar ao longo de Aisne a Asfeld, para mover-se mais sobre o Canal du Centre na região de Digoin-Chalons, logo após terminaram a campanha em operações de segurança ao longo da linha demarcada.
Em outubro de 1940 após terem terminado a campanha na França, a 3ª Divisão de Infantaria foi transferido de volta para a Alemanha e reorganizado na 3ª Divisão de Infantaria (mot), tornando-se a partir daí uma divisão motorizada.

## Ordem de Batalha
1 de outubro de 1934
Infanterie-Regiment Frankfurt (Stab, I.-III., Ausb.)
Infanterie-Regiment Crossen (Stab, I.-III., Ausb.)
Artillerie-Regiment Frankfurt/Oder (Stab, I.-IV.)
Pionier-Bataillon Küstrin
Nachrichten-Abteilung Potsdam A
15 de outubro de 1935
Infanterie-Regiment 8 (Stab, I.-III.)
Infanterie-Regiment 29 (Stab, I.-III.)
Infanterie-Regiment 50 (I.-III.)
Artillerie-Regiment 3 (Stab, I.-III.)
Artillerie-Regiment 39 (I., II.)
Beobachtungs-Abteilung 3
Pionier-Bataillon 3
Panzerabwehr-Abteilung 3
Infanterie-Divisions-Nachrichten-Abteilung 3
6 de outubro de 1936
Infanterie-Regiment 8 (Stab, I.-III.)
Infanterie-Regiment 29 (Stab, I.-III., Erg.)
Infanterie-Regiment 50 (Stab, I.-III., Erg.)
Maschinengewehr-Bataillon 8
Artillerie-Regiment 3 (Stab, I.-III.)
Artillerie-Regiment 39 (I., II.)
Beobachtungs-Abteilung 3
Pionier-Bataillon 3
Panzerabwehr-Abteilung 3
Infanterie-Divisions-Nachrichten-Abteilung 3
12 de outubro de 1937
Infanterie-Regiment 8 (Stab, I.-III.)
Infanterie-Regiment 29 (Stab, I.-III., Erg.)
Infanterie-Regiment 50 (Stab, I.-III., Erg.)
Maschinengewehr-Bataillon 8
Artillerie-Regiment 3 (Stab, I.-III.)
Artillerie-Regiment 39 (I., II.)
Beobachtungs-Abteilung 3
Pionier-Bataillon 3
Panzerabwehr-Abteilung 3
Infanterie-Divisions-Nachrichten-Abteilung 3
10 de novembro de 1938
Infanterie-Regiment 8 (Stab, I.-III., Erg.)
Infanterie-Regiment 29 (Stab, I., III., Erg.)
Infanterie-Regiment 50 (Stab, I.-III., I. Erg., II. Erg.)
Maschinengewehr-Bataillon 8
Artillerie-Regiment 3 (Stab, I.-III.)
Artillerie-Regiment 39 (I., II.)
Beobachtungs-Abteilung 3
Pionier-Bataillon 3
Panzerabwehr-Abteilung 3
Infanterie-Divisions-Nachrichten-Abteilung 3
outubro de 1939
Infanterie-Regiment 8 (Stab, I.-III.)
Infanterie-Regiment 29 (Stab, I.-III.)
Infanterie-Regiment 50 (Stab, I.-III.)
Artillerie-Regiment 3 (Stab, I.-III.)
Artillerie-Regiment 39 (I.)
Aufklärungs-Abteilung 3
Panzerabwehr-Abteilung 3
Pionier-Bataillon 3
Infanterie-Divisions-Nachrichten-Abteilung 3
Beobachtungs-Abteilung 3
Feldersatz-Bataillon 3
Infanterie-Divisions-Nachschubführer 3
final de 1940
Infanterie-Regiment (motorisiert) 8
Infanterie-Regiment (motorisiert) 29
Artillerie-Regiment (motorisiert) 3
Aufklärungs-Abteilung (motorisiert) 53
Kradschützen-Bataillon 53
Panzerjäger-Abteilung 3
Pionier-Bataillon (motorisiert) 3
Infanterie-Divisions-Nachrichten-Abteilung (motorisiert) 3
Infanterie-Divisions-Nachschubführer (motorisiert) 3
Divisionseinheiten 3
final de 1942
Panzer-Abteilung 103
Grenadier-Regiment (motorisiert) 8
Grenadier-Regiment (motorisiert) 29
Artillerie-Regiment (motorisiert) 3
Kradschützen-Bataillon 53
Panzerjäger-Abteilung 3
Pionier-Bataillon (motorisiert) 3
Nachrichten-Abteilung (motorisiert) 3
Kommandeur der Infanterie-Divisions-Nachschubtruppen 3
Divisionseinheiten 3
abril de 1943
Panzer-Abteilung 103
Grenadier-Regiment (motorisiert) 8
Grenadier-Regiment (motorisiert) 29
Artillerie-Regiment (motorisiert) 3
Panzer-Aufklärungs-Abteilung 53
Panzerjäger-Abteilung 3
Pionier-Bataillon (motorisiert) 3
Infanterie-Divisions-Nachrichten-Abteilung (motorisiert) 3
Kommandeur der Infanterie-Divisions-Nachschubtruppen (motorisiert) 3
Divisionseinheiten 3

## Serviço de Guerra
| Data                   | Corpo                     | Exército           | Grupo de Exércitos | Área               |
| ---------------------- | ------------------------- | ------------------ | ------------------ | ------------------ |
| setembro de 1939       | II Corpo de Exército      | 4º Exército        | Nord               | Pomerânia, Polônia |
| outubro de 1939        | III Corpo de Exército     | 6º Exército        | B                  | Eifel              |
| novembro de 1939       | III Corpo de Exército     | 12º Exército       | A                  | Eifel              |
| janeiro de 1940        | III Corpo de Exército     | 12º Exército       | A                  | Eifel, Maas. Reims |
| 14 de maio de 1940     | XXXXI Corpo de Exército   | 12º Exército       | A                  | Sedan, Cambrai     |
| 2 de julho de 1940     | z.Vfg.                    | 2º Exército        | C                  | Le Creusot         |
| 13 de julho de 1940    | XIV Corpo de Exército     | 2º Exército        | C                  | Le Creusot         |
| 12 de setembro de 1940 | XXXXV Corpo de Exército   | 2º Exército        | C                  | Demarkationslinie  |
| 23 de setembro de 1940 | -                         | BdE                | Wehrkreis III      | Reich              |
| novembro de 1940       | XXXXVI Corpo de Exército  | 11º Exército       | C                  | Reich              |
| maio de 1941           | LVI Corpo de Exército     | Panzergruppe 3     |                    | Reich              |
| julho de 1941          | LVI Corpo de Exército     | Panzergruppe 4     | Nord               | Ostrow, Luga       |
| setembro de 1941       | LVI Corpo de Exército     | 16º Exército       | Nord               | Demjansk           |
| outubro de 1941        | LVII Corpo de Exército    | Panzergruppe 4     | Mitte              | Roslavl, Juchnov   |
| 24 de outubro de 1941  | XX Corpo de Exército      | 4º Exército        | Mitte              | Moskau             |
| 27 de outubro de 1941  | VII Corpo de Exército     | Panzergruppe 4     | Mitte              | Moskau             |
| 7 de novembro de 1941  | XX Corpo de Exército      | 4º Exército        | Mitte              | Moskau             |
| 12 de dezembro de 1941 | VII Corpo de Exército     | Panzergruppe 4     | Mitte              | Gshatsk            |
| janeiro de 1941        | VII Corpo de Exército     | 4º Exército Panzer | Mitte              | Gshatsk            |
| fevereiro de 1942      | IX Corpo de Exército      | 4º Exército Panzer | Mitte              | Wjasma             |
| março de 1942          | V Corpo de Exército       | 4º Exército Panzer | Mitte              | Wjasma             |
| maio de 1942           | -                         | OKH-Reserva        | Mitte              | Orscha             |
| junho de 1942          | -                         | OKH-Reserva        | Süd                | Orscha             |
| julho de 1942          | XXIV Corpo de Exército    | 4º Exército Panzer | Süd                | Woronesh           |
| agosto de 1942         | XXIV Corpo de Exército    | 6º Exército        | B                  | Stalingrado        |
| setembro de 1942       | XIV Corpo de Exército     | 6º Exército        | B                  | Stalingrado        |
| dezembro de 1942       | XIV Corpo de Exército     | 6º Exército        | Don                | Stalingrado        |
| janeiro de 1943        | XIV Corpo de Exército     | 6º Exército        | Don                | Stalingrad         |
| março de 1943          | -                         | -                  | D                  | Pyrenäen           |
| junho de 1943          |                           |                    | Süd                | Lyon               |
| 16 de julho de 1943    |                           |                    | OB Süd             | Norte da Itália    |
| 9 de setembro de 1943  | XI. Fliegerkorps          |                    | Süd                | Norte da Itália    |
| 10 de outubro de 1943  | XIV Corpo Panzer          | 10º Exército       | Süd                | Volturno           |
| 17 de novembro de 1943 | XI. Fliegerkorps          |                    | Süd                | Italien            |
| 28 de dezembro de 1943 | I. Fallschirmkorps        | 14º Exército       | Süd                | Itália             |
| 1 de janeiro de 1944   | I. Fallschirmkorps        | 14º Exército       | Süd                | Itália             |
| janeiro de 1944        | LXXVI Corpo de Exército   | 14º Exército       | C                  | Aprilia (Itália)   |
| março de 1944          | I. Fallschirmkorps        | 14º Exército       | C                  | Aprilia (Itália)   |
| julho de 1944          | XIV Corpo de Exército     | 14º Exército       | C                  | Norte da Itália    |
| agosto de 1944         | XXXXVII Corpo de Exército | 1º Exército        | B                  | Maas, Mosel        |
| setembro de 1944       | XIII Corpo de Exército SS | 1º Exército        | B                  | Metz               |
| outubro de 1944        | Reserva                   | 7º Exército        | B                  | Metz               |
| novembro de 1944       | LXXXI Corpo de Exército   | 5º Exército Panzer | B                  | Aachen, Ardenas    |
| janeiro de 1945        | XXXIX Corpo de Exército   | 5º Exército Panzer | B                  | Ardenas            |
| fevereiro de 1945      | LXXIV Corpo de Exército   | 5º Exército Panzer | B                  | Ardenas            |
| março de 1945          | LVIII Corpo de Exército   | 15º Exército       | B                  | Köln, Remagen      |
| abril de 1945          | LXXIV Corpo de Exército   | 15º Exército       | B                  | Sauerland, Ruhr    |